# МГУ (хоккейный клуб)
Хокке́йный клуб «МГУ» — команда по хоккею с шайбой, существовавшая в городе Москве.

## История клуба
В декабре 1951 года группа хоккеистов Московского государственного университета, выступавших в Первенстве Москвы среди вузов по хоккею с мячом, организовала первые университетские соревнования по хоккею с шайбой.
С середины 1950-х годов команда МГУ стала принимать участие во второй группе первенства Московского городского совета ДСО «Буревестник», в 1974 году вышла в первую группу, а с 1985 года стала входить в тройку лучших студенческих команд столицы.
С 1994 года началось становление команды МГУ как хоккейного клуба хорошего спортивного уровня. Новым тренером Алексеем Стрелковым в неё были привлечены и ветераны университетского хоккея, и молодые игроки. Подготовка к участию в Первенстве России продолжилась три сезона, и в 1997 году хоккеисты МГУ дебютировали в первенстве России во второй лиге (регион «Центр»). Команда играла и тренировалась в Ледовом дворце «ЦСКА» (при содействии Виктора Тихонова).
В январе 1998 года был зарегистрирован Хоккейный клуб студентов и сотрудников МГУ им. М. В. Ломоносова, а команда, получив поддержку Правительства Москвы, стала тренироваться и играть в Ледовом дворце «Лужники». Заняв в сезоне 1997/1998 пятое место, в следующем клуб стал третьим и получил право выхода в первую лигу первенства России.
В сезоне 1999/2000 ХК МГУ начал как команда первой лиги и занял второе место, лишь на очко отстав от череповецкой «Северстали-2», но в переходном турнире за право играть в высшей лиге, проходившем в Пензе и Саратове, клуб выступил неудачно, пропустив вперёд команды хозяев — «Дизелист» и «Кристалл».
В сезоне 2000/2001 команда стала лидером лиги и заняла первое место. ХК МГУ стал тренироваться и проводить домашние игры в Центре хоккея и фигурного катания города Одинцово, но уже в октябре 2002 года в связи с финансовыми проблемами команда была расформирована.
В настоящее время ХК МГУ им. Ломоносова вновь играет в студенческих первенствах столицы, включая турнир Московской студенческой хоккейной лиги.

## Отдельные результаты игр
В своей истории ХК МГУ встречался в официальных матчах с клубами Суперлиги и высшей лиги. Так, в апреле 2001 года клуб в рамках в Открытого первенства Москвы показал следующие результаты: «Витязь» (Подольск) / МГУ 4:4, МГУ / ЦСКА 2:4, МГУ / «Динамо» (Москва) 2:3, МГУ / «Спартак» (Москва) 2:2 (по буллитам победу одержал «Спартак» 3:2).
В августе 2001 года в рамках турнира на приз Губернатора Московской области ХК МГУ выиграл у будущего победителя турнира — команды «Химик» (Воскресенск) 4:1.